# Spiszacy
Spiszacy (Górale spiscy) – góralska grupa etnograficzna ludności polskiej zamieszkująca wioski wokół Pienin Spiskich i Magury Spiskiej, jednak wykazująca duże poczucie odrębnej od góralskiej tożsamości (mieszkańcy uważają się za Śpisoków, nie Góroli). Wielowiekowe panowanie węgierskie i dość silne wpływy słowackie oraz wołoskie, a także niemieckie ze środkowego Spisza, odcisnęło piętno na kulturze materialnej i duchowej tego regionu.
Wyraźnie odmienny jest np. układ zabudowy wsi. W odróżnieniu od biegnących kilometrami na Podhalu czy Orawie tzw. ulicówek, spiskie wioski mają zwarty, miasteczkowy charakter, zabudowa skupiona jest wokół głównej drogi, rozszerzającej się w centrum we wrzecionowaty (z kościołem i gminnymi obiektami) okazały rynek. Domy mieszkalne na wąskich działkach ustawione są szczytem do ulicy, a na zewnątrz wsi, w pewnej odległości od reszty budynków, ciągną się rzędy szalowanych deskami stodół, oraz tzw. droga gospodarcza, wokół wsi przy stodołach (niem. wirtschaftsweg), według niemieckich reguł planowania osad, domy w dużej części murowane – zgodnie z węgierskimi przepisami przeciwpożarowymi.
Tradycyjny strój spiski, dość różniący się np. od podhalańskiego, słabo zachował się do naszych czasów. Praktycznie można go obejrzeć podczas występów zespołów ludowych, w ekspozycjach muzealnych, np. w Polsce – zagrody spiskiej w Czarnej Górze, czy z rzadka tylko i nie w komplecie – u starszych mieszkańców wiosek. Charakterystycznym jego elementem jest noszona zamiast kapelusza okrągła futrzana czapka z „barankiem” dokoła i krzyżującymi się na czubku ozdobnymi tasiemkami. Białe sporządzone ze sukna spodnie (portki) zdobione parzenicami w formie czerwonych pętlic – podobne do ozdób na mundurach honwedów – wpuszczano do wysokich butów, również na węgierską modę. W stroju kobiecym miejsce powszechnej u innych góralek kwiecistej spódnicy zajmowała tzw. suknia składająca się z czerwonej lub pasiastej spódnicy i obcisłego, obszytego galonami gorsetu. Etnografowie zwracają również uwagę na specyficzną gwarę, w której przetrwało wiele archaizmów językowych, a także naleciałości słowackich, madziaryzmów i germanizmów.
Ważnym elementem tradycji spiskich jest również tradycyjna kuchnia, opierająca się głównie na ziemniakach (zwanych na Spiszu – tak jak na Podhalu – grulami). Ważnymi potrawami są: święconka, ziemniaki z kwaśnym mlekiem, moskole. Z ciast najważniejsze są: grulownik, tworoźnik a także baba np. z kakao.